# Monopodium

Schema der monopodialen Verzweigung

Ein Monopodium bezeichnet bei Pflanzen die Form einer Verzweigung mit durchgehender Sprossachse. Dabei wird jährlich durch dasselbe, akroton (an der Spitze) geförderte Spitzenmeristem der vorjährige Triebabschnitt fortgesetzt.
Bei einem zusammengesetzten Blütenstand wird eine monopodiale Verzweigung als racemös bezeichnet. Dabei gehen Teilblütenstände gleicher Bauart jeweils nur von einer Hauptachse ab. Weitere Verzweigungen sind zwar möglich, aber nur wenn damit alle Abzweigungen der Hauptachse wieder den gleichen Grundbauplan haben. Beispiele für einen zusammengesetzten racemösen Blütenstand sind Traube, Schirmtraube, Ähre, Doppelähre, Kolben, Köpfchen, Korb, Dolde und Doppeldolde. 
Das Gegenstück zum Monopodium stellt das Sympodium dar, bei dem nicht der Haupttrieb, sondern ein oder mehrere Seitenstriebe weiterwachsen. Diese unsymmetrischen Verzweigungen führen zu einem zymösen Blütenstand. 